# Charles van Beveren

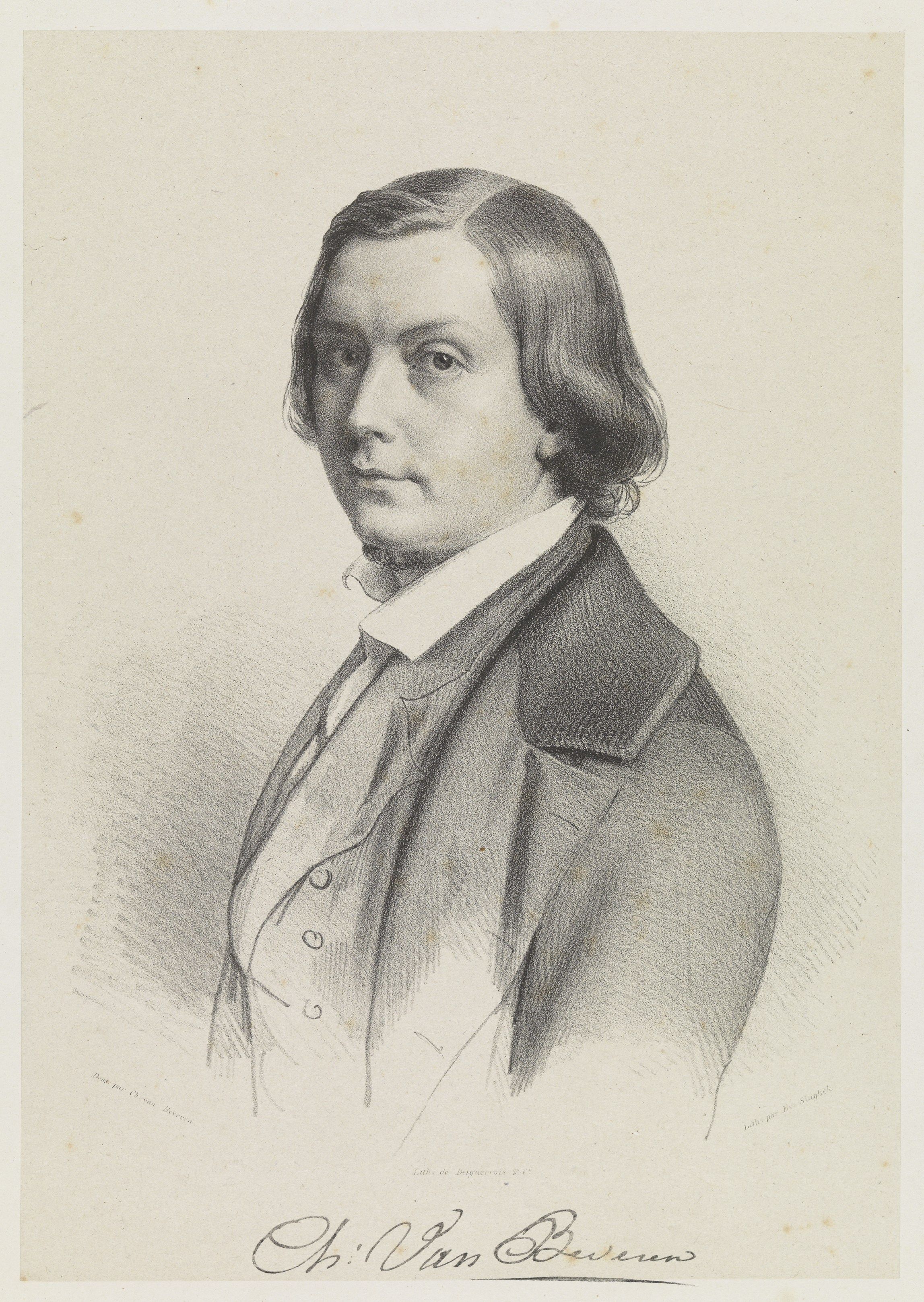
Charles Van Beveren

Charles Van Beveren (Mechelen, 6 april 1809 - Amsterdam, 16 september 1850) was een oorspronkelijk uit België afkomstige kunstschilder. Hij vervaardigde portretten, historie- en genrestukken in een romantische stijl.
Van Beveren volgde zijn opleiding aan de Academie van Mechelen en aan de Koninklijke Academie voor Schone Kunsten van Antwerpen. In 1828 vestigde hij zich in Amsterdam, waar hij zich aanvankelijk bezighield met het kopiëren van het werk van oude meesters. In 1829 of 1830 ging hij naar Italië, waar hij enkele jaren verbleef, onder andere in Florence en Rome. Vandaar vertrok hij naar Parijs, waarna hij terugkeerde naar Amsterdam.
In 1849 trouwde hij en werd hij corresponderend lid van de Koninklijke Nederlandse Akademie van Wetenschappen.

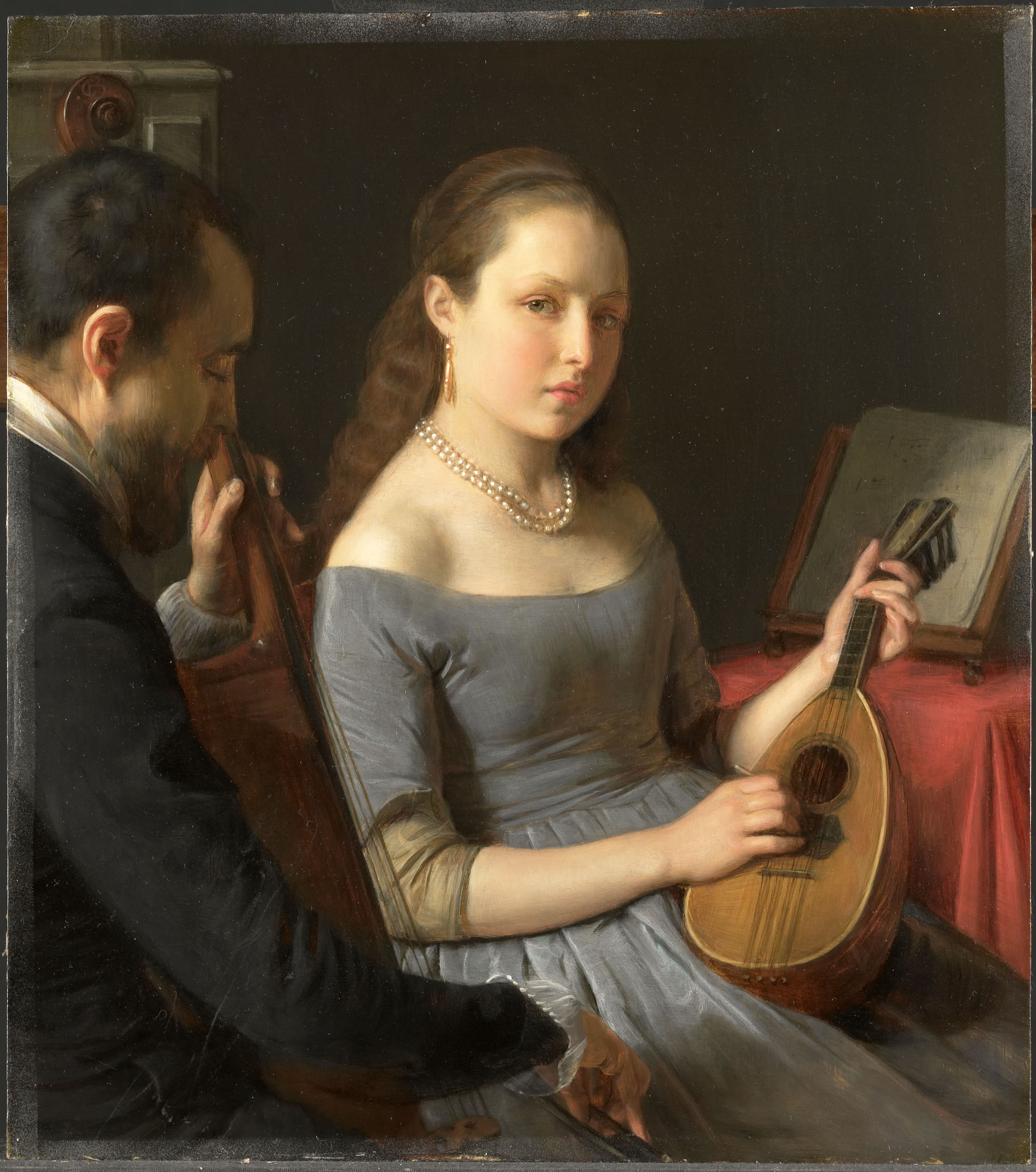
Het duet (1850)
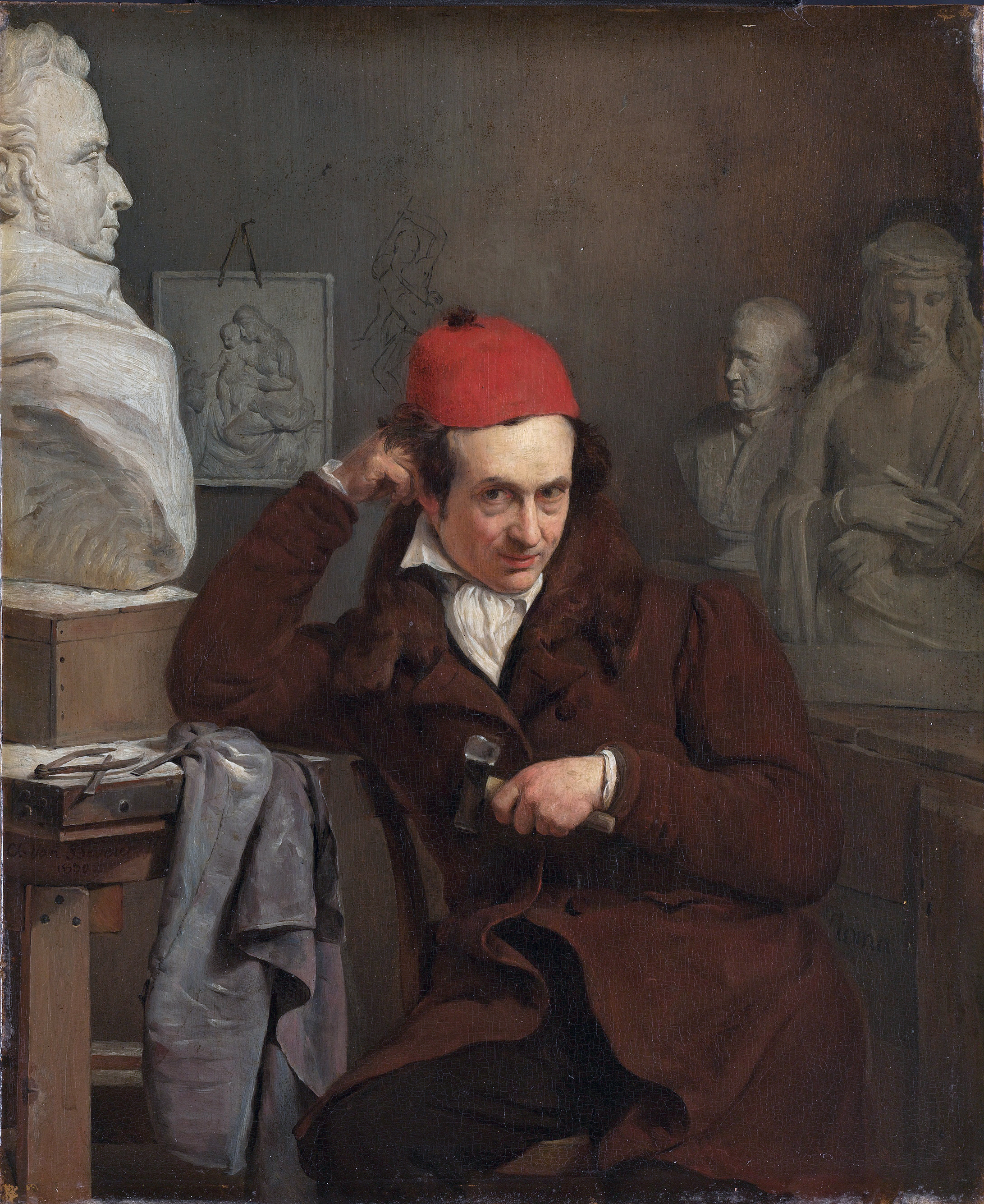
Louis Royer (1830)
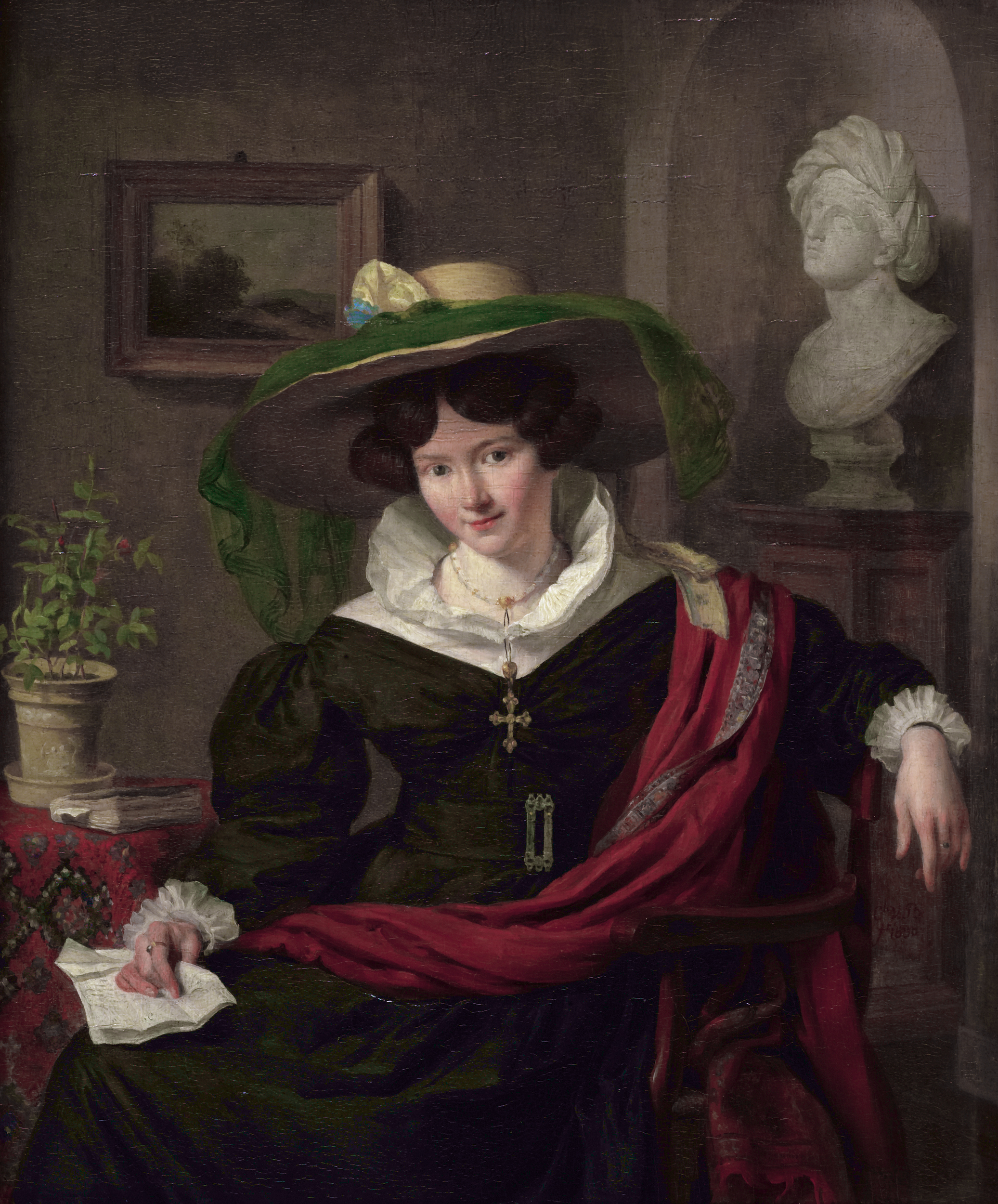
Carolina Frederic Kerst
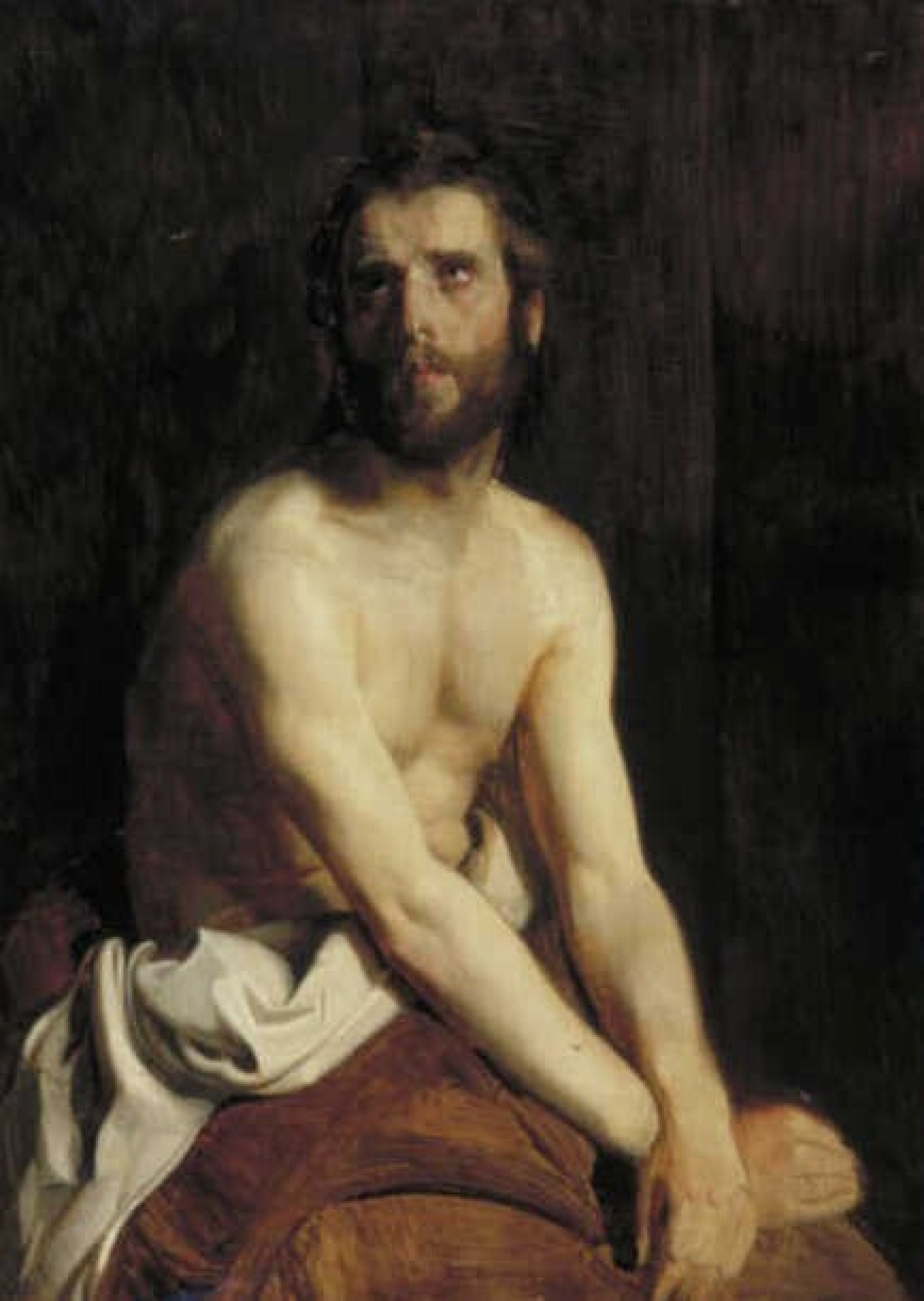
Ecce homo